# Dick Allman
Messina Wilson „Dick” Allman (ur. 1883, zm. 1943) – angielski piłkarz.

## Kariera piłkarska
Allman trafił do Burslem Port Vale w kwietniu 1903, lecz w swoim pierwszym sezonie w klubie nie zdołał na stałe przebić się do pierwszego składu. W sezonie występował już regularnie i z dorobkiem 8 goli został najlepszym strzelcem klubu w sezonie 1904/1905. Zanim w maju 1905 roku trafił do Reading, w Burslem zdążył rozegrać 38 spotkań (w tym 35 w lidze), w których zdobył 11 goli. Później występował w Portsmouth, Plymouth Argyle, Stoke, Liverpool, Wrexham, Grantham, Ton Pentre, Leicester Fosse and Croydon Common. Podczas I wojny światowej gościnnie występował w Arsenalu Londyn.